# バーベロ (潜水艦)
バーベロ (USS Barbero, SS/SSA/SSG-317) は、アメリカ海軍の潜水艦。バラオ級潜水艦の一隻。艦名はスペイン語で「床屋」を意味し、大型魚をつついて皮膚の寄生虫を餌にするニザダイ科やチョウチョウウオ科の通称に因む。

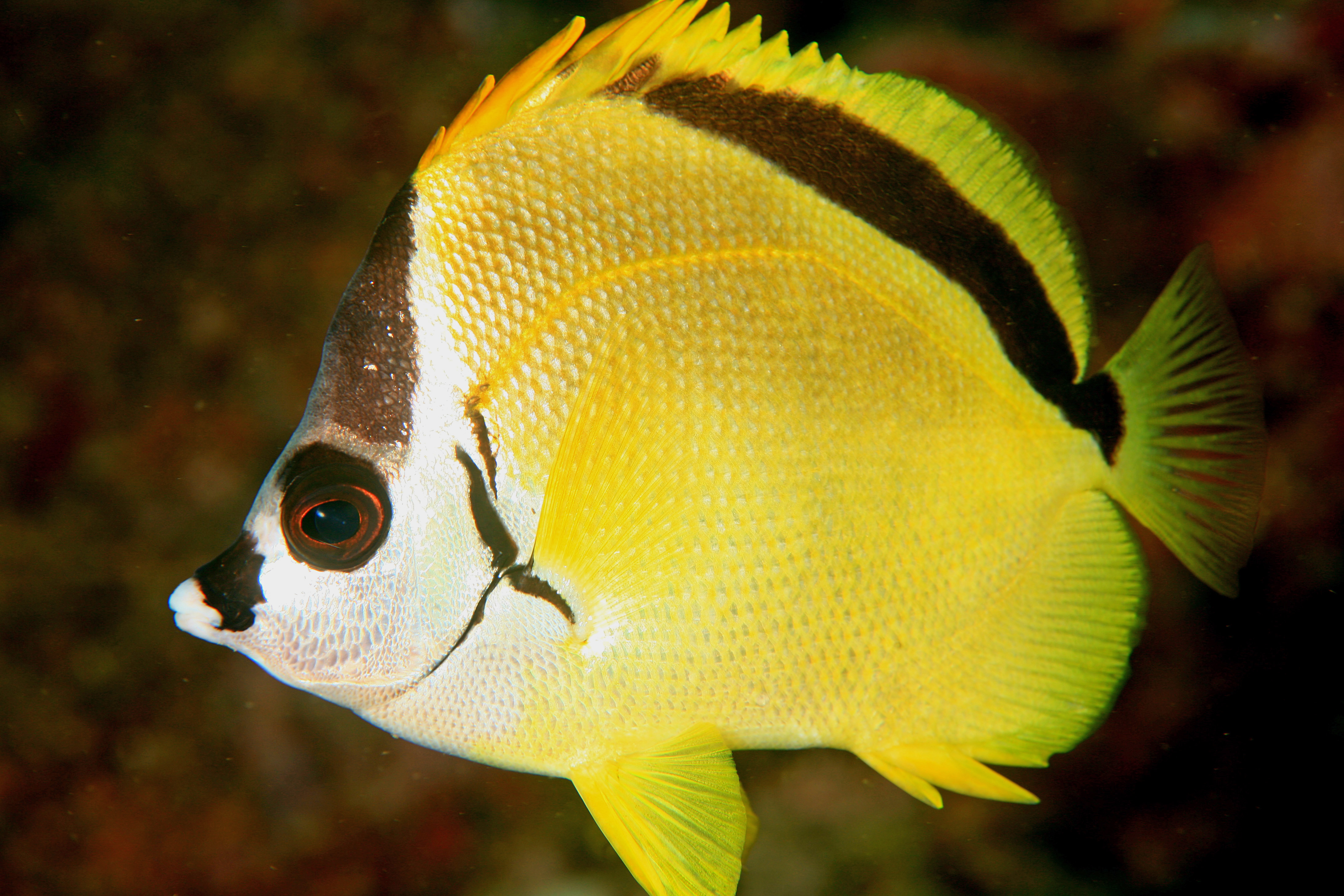
ブラックノーズド・バタフライフィッシュ（Mariposa barbero）

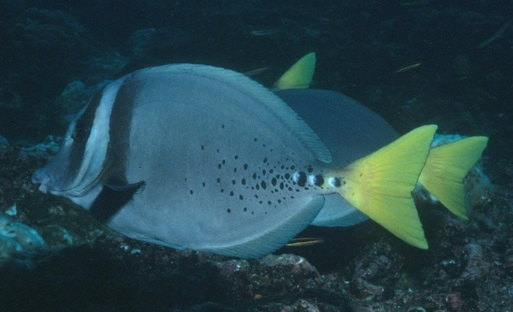
レザー・サージョンフィッシュ（Cirujano barbero）

## 艦歴
バーベロは1943年3月25日にコネチカット州グロトンのエレクトリック・ボート社で起工した。12月12日にキャサリン・R・キーティング夫人によって命名、進水し、1944年4月29日に艦長アーヴィン・S・ハルトマン少佐（アナポリス1933年組）の指揮下就役する。

### 哨戒
8月9日、バーベロは最初の哨戒でフィリピン方面に向かった。サンベルナルジノ海峡方面などを哨戒したものの、この哨戒では戦果を挙げることはなく、10月4日、バーベロは55日間の行動を終えてフリーマントルに帰投した。
10月26日、バーベロは2回目の哨戒で南シナ海に向かった。11月2日、バーベロは南緯04度30分 東経118度20分 / 南緯4.500度 東経118.333度のセレベス島西南方の海上で、陸軍徴用船鞍馬山丸（三井船舶、1,995トン）を2度にわたって攻撃し撃沈した。バーベロは北上し、1週間後の11月8日には北緯14度32分 東経116度53分 / 北緯14.533度 東経116.883度のマニラ西方洋上でマニラからシンガポールに向かっていたマシ03船団を発見。僚艦レッドフィン (USS Redfin, SS-272) とともにこれを攻撃した。レッドフィンがタンカー第二日南丸（飯野海運、5,226トン）を撃沈した後、バーベロはもう1隻のタンカー志もつ丸（三菱汽船、2,854トン）を6度にわたって雷撃。魚雷1本が志もつ丸の機関部に命中し、志もつ丸は11月9日11時ごろに沈没した。11月15日、バーベロは一旦前進根拠地であるミオス・ウンディ島に寄港して補給を受けた後、11月18日に再度出撃。
12月24日、バーベロは南シナ海で陸軍徴用船順豊丸（拿捕船/大同海運委託、4,277トン/旧中華民国船順豊）と護衛の第30号駆潜艇を攻撃。第30号駆潜艇を撃沈して順豊丸に損傷を与えた。翌12月25日、バーベロは北緯00度51分 東経108度18分 / 北緯0.850度 東経108.300度の地点で再び順豊丸を攻撃し撃沈した。しかし、2日後の12月27日、フリーマントルに帰投途中のバーベロはロンボク海峡を南下中、南緯08度20分 東経115度55分 / 南緯8.333度 東経115.917度の地点を潜望鏡深度で航行中に船体後方に航空機による爆撃を受ける。日本側の記録である『第二十一特別根拠地隊戦時日誌』には、この日の10時30分と14時5分に水上偵察機がロンボク海峡で潜水艦を攻撃したが、撃沈には至らなかったと記してある。バーベロはこの攻撃で左舷減速ギアを破損しつつ何とか逃げ切った。1945年1月2日、バーベロは65日間の行動を終えてフリーマントルに帰投した。
その後、バーベロは本国に回航されたが、損傷の程度が大きく終戦まで損傷状態のまま置かれた。終戦後の9月に不活性化のためのオーバーホールに入り、1946年4月25日にメア・アイランド海軍造船所で予備役となった。
バーベロは第二次世界大戦の戦功で2個の従軍星章を受章した。また、3隻の日本商船を撃沈、その合計は9,126トンにおよんだ。

### 大戦後
メア・アイランド海軍造船所で貨物輸送潜水艦に転換されたバーベロは船体番号が SSA-317 に変更され、1948年3月31日に再就役。太平洋艦隊に配属された。1948年10月から1950年3月までの間にバーベロは貨物運輸能力の評価実験プログラムに参加した。その後1950年6月30日に予備役となる。1955年2月1日、バーベロはメア・アイランド海軍造船所で2度目の改修が行われ、レギュラス巡航ミサイル発射能力が付与された。船体番号は SSG-317 （ミサイル潜水艦）に変更され、1955年10月28日に再就役した。バーベロは1956年4月までカリフォルニアの沖合で活動し、その後パナマ運河を通過、大西洋艦隊に合流した。続く8年間はキューバ危機や冷戦による緊張の高まりで、大西洋での核戦略抑止哨戒、また後述の「ミサイル・メール」の実験に従事した。核戦略抑止哨戒を終了したバーベロは太平洋に帰還、1964年6月30日に退役した。翌7月1日に除籍され、1964年10月7日に真珠湾沖で標的艦として潜水艦グリーンフィッシュ (USS Greenfish, SS-351) の雷撃により沈められた。

### ミサイル・メール

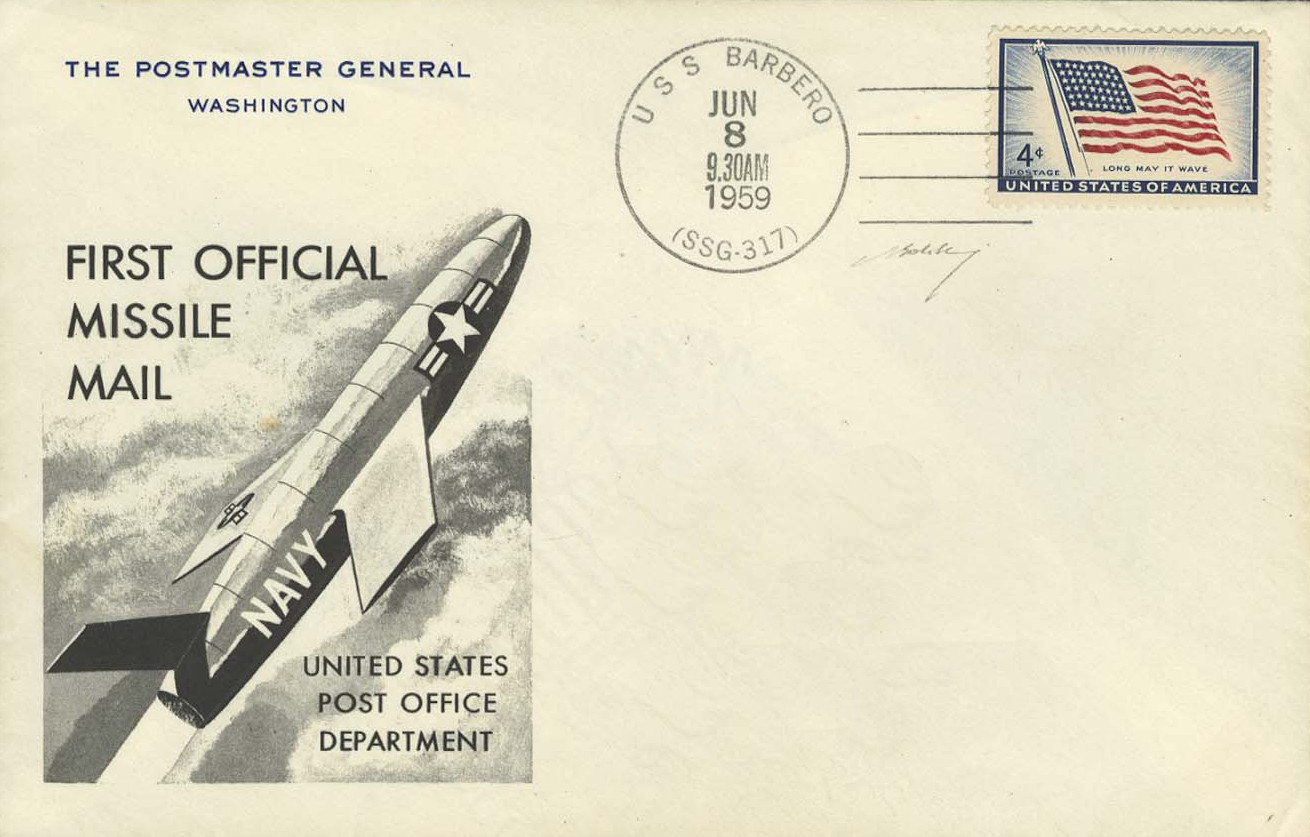

1959年、当時大西洋艦隊で活動中のバーベロは郵政公社 (USPS) と協力して郵便物のより速く効率的な輸送法の実験を行った。ロケットで手紙を届けるという考えは新しいものではなかったが、郵政公社は最初で最後の「ミサイル・メール」の実験を試みた。1959年6月8日の正午直前、バーベロはフロリダ州メイポートの海軍補助航空基地でレギュラス巡航ミサイルを発射した。22分後、ミサイルは目標に命中した。ミサイルの核弾頭は郵政公社の公式メールコンテナ2個と交換されていた。
郵政公社はバーベロ艦内に郵便局を公式に開設し、バーベロがバージニア州ノーフォークを出航するまでにおよそ3,000通の手紙を配達した。記念カバーはドワイト・D・アイゼンハワー大統領を初めとする政府高官、万国郵便連合のメンバーに送られ、その中には郵政長官アーサー・E・サマーフィールドからの手紙が含まれていた。それらの郵便料金は国内4セント、国際8セントとなり、バーベロが出航する前に「"USS Barbero Jun 8 9.30am 1959"」の消印が押印された。メイポートではレギュラスミサイル内のコンテナが開けられ、手紙はフロリダ州ジャクソンビルの郵便局に転送され仕分け、配達された。
ミサイルの着弾を目撃したサマーフィールド長官は「手紙を運ぶという重要で実際的な目的のための誘導ミサイルのこの平時利用は、世界中の郵政機関による初のミサイルの公式使用である。」と述べた。サマーフィールドはこの実験を「全世界の民族に歴史的に重要な出来事である。」と宣言し、「人類が月に到達する前に、手紙はニューヨークから数時間以内にカリフォルニアに、イギリスに、インドに、オーストラリアに、誘導ミサイルによって届けられるであろう。我々はロケット・メールの出発点に立っている。」との展望を述べた。